# Houston Comets 2003
La stagione 2003 delle Houston Comets fu la 7ª nella WNBA per la franchigia.
Le Houston Comets arrivarono seconde nella Western Conference con un record di 20-14. Nei play-off persero la semifinale di conference con le Sacramento Monarchs (2-1).

## Roster
| N° | Naz.                   | Ruolo | Sportivo        | Anno | Alt. | Peso |
| -- | ---------------------- | ----- | --------------- | ---- | ---- | ---- |
| 00 | Stati Uniti (bandiera) | C     | Tiffani Johnson | 1975 | 193  | 109  |
| 2  | Stati Uniti (bandiera) | C     | Michelle Snow   | 1980 | 196  | 76   |
| 3  | Stati Uniti (bandiera) | G     | Kelley Gibson   | 1976 | 178  | 62   |
| 5  | Stati Uniti (bandiera) | G     | Ukari Figgs     | 1977 | 175  | 64   |
| 7  | Stati Uniti (bandiera) | A     | Tina Thompson   | 1975 | 188  | 81   |
| 9  | Brasile (bandiera)     | A     | Janeth          | 1969 | 180  | 67   |
| 14 | Stati Uniti (bandiera) | G     | Cynthia Cooper  | 1963 | 178  | 68   |
| 15 | Stati Uniti (bandiera) | G     | Itoro Umoh      | 1977 | 170  | 64   |
| 22 | Stati Uniti (bandiera) | A     | Sheryl Swoopes  | 1971 | 183  | 66   |
| 25 | Stati Uniti (bandiera) | G     | Dominique Canty | 1977 | 175  | 73   |
| 30 | Stati Uniti (bandiera) | A     | Mfon Udoka      | 1976 | 183  | 85   |
| 31 | Stati Uniti (bandiera) | A     | Octavia Blue    | 1976 | 185  | 74   |

## Staff tecnico
- Allenatore: Van Chancellor
- Vice-allenatori: Kevin Cook, Alisa Scott
- Preparatore atletico: Michelle Leget
- Preparatore fisico: Wendy Dutch